# Vâlcelele Bune
Vâlcelele Bune – wieś w Rumunii, w okręgu Hunedoara, w gminie Bretea Română. W 2011 roku liczyła 419 mieszkańców.